# مديرية العبدية

تعديل مصدري - تعديل

مديرية العبدية إحدى مديريات محافظة مأرب في وسط اليمن. بلغ عدد سكانها 13000 نسمة عام 2004.

موقع مديرية العبدية في محافظة مأرب